# Kaneko Makoto
Makoto Kaneko (sinh ngày 9 tháng 12 năm 1975) là một cầu thủ bóng đá người Nhật Bản.

## Sự nghiệp câu lạc bộ
Makoto Kaneko đã từng chơi cho Ventforet Kofu.